# Am Fear Liath Mòr

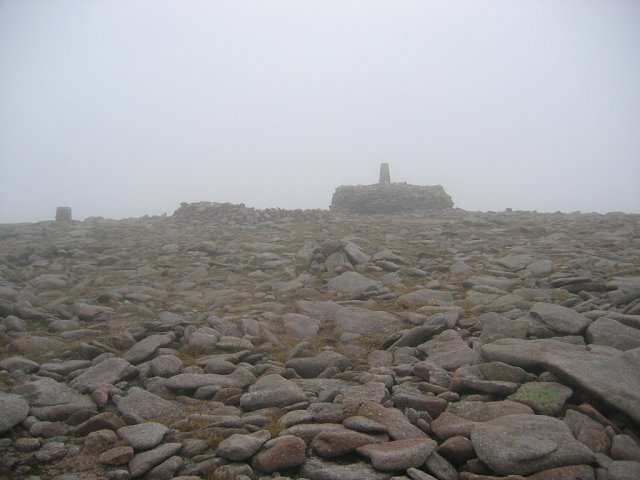
Le sommet du Ben Macdui.

Am Fear Liath Mòr (əm fɛɾ ʎiə moːɾ) (le Grand Homme Gris en Gaélique écossais), également connu sous le nom de Big Grey Man of Ben MacDhui (le Grand Homme Gris de Ben MacDhui) ou simplement the Greyman (l'Homme Gris), est le nom d'une créature que l'on dit hanter le sommet et les cols du Ben Macdui, le point culminant des Cairngorms et la seconde plus haute montagne d'Écosse et également des Îles Britanniques.

## Description
Le Fear Liath Mòr a été décrit comme une créature extrêmement grande, recouverte d'un court pelage, ou comme une présence invisible qui met mal à l'aise les gens qui gravissent la montagne. 
Les preuves de l'existence de cette créature se limitent à diverses observations, et à quelques photographies de traces de pas de forme et de dimensions inhabituelles.
Traditionnellement, on le considère comme un être surnaturel, mais Am Fear Liath Mòr a été comparé au Yéti de l'Himalaya et au Sasquatch ou bigfoot d'Amérique du Nord. Les références aux 'hommes gris' sauvages en Écosse et à des créatures similaires dans d'autres régions d'Europe, datent du XIIIe siècle. Certains pensent qu'il s'agit d'hominidés.
En 1925, le célèbre alpiniste John Norman Collie relata une terrifiante expérience qu'il eut, alors qu'il se trouvait seul à proximité du sommet du Ben MacDhui, environ 35 ans plus tôt : « Je commençai à penser que j'avais entendu un bruit autre que le bruit de mes propres pas. Après quelques pas j'entendis un craquement, et puis un autre, comme si quelqu'un était en train de marcher derrière moi, mais faisant des pas trois ou quatre fois plus longs que les miens. ». Collie fut incapable de savoir quelle était la cause de ces bruits à cause du brouillard, et continua : [alors que] « l'étrange craquement résonna derrière moi, je fus saisi de terreur et je m'enfuis en courant tant bien que mal, sans voir où j'allais, parmi les rochers, sur quatre ou cinq miles. ». 
D'autres alpinistes ont également rapporté des expériences semblables, plusieurs décrivant d'incontrôlables sensations de peur et de panique, certains apercevant réellement une immense silhouette grise derrière eux, et d'autres ne faisant qu'entendre des bruits, ou subissant seulement d'inexplicables sentiments de terreur, tandis qu'ils traversaient cette zone.

## Explications

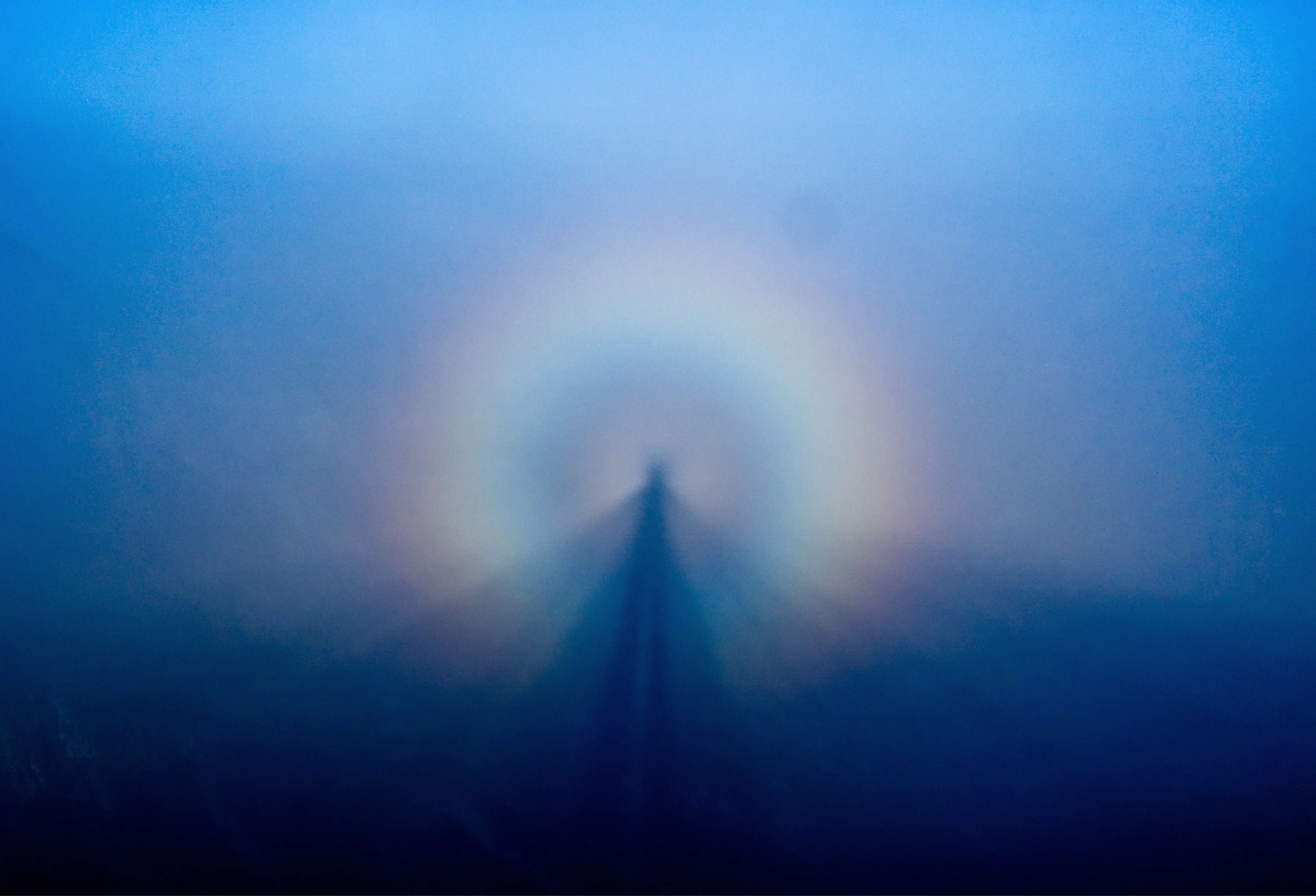
Un spectre de Brocken, illusion d'optique qui semble être une explication plausible à cette légende.

Des psychologues ont tenté d'expliquer ces témoignages par des illusions, des hallucinations ou la mauvaise interprétration de stimuli réels, causée par la fatigue ou l'isolement. Les infrasons qui peuvent être causés par le vent, peuvent causer des impressions de malaise et d'anxiété chez certaines personnes, et sont fréquemment en lien avec des observations de phénomènes paranormaux.
Une illusion d'optique connue sous le nom de spectre de Brocken est une explication plausible de la légende du Big Grey Man. Un spectre de Brocken, spectre de montagne, peut se produire sous certaines conditions atmosphériques, quand les rayons du soleil se trouvent dans un angle particulier. L'ombre de la personne peut être projetée sur un nuage, créant l'illusion d'une grande ombre de forme humaine.
L'alpiniste britannique Frank Smythe déclara qu'il avait observé son ombre projetée comme un spectre de Brocken à travers la brume sur Ben MacDhui.